# Християнска музика
Християнската музика е музика, която е написана, за да изрази лично или обществено убеждение относно християнския живот и вяра. Общите теми на християнската музика включват възхвала, поклонение, покаяние и оплакване, а нейните форми варират значително по света. Църковната музика, химните, евангелието и музиката за богослужение са част от християнските медии и също така включват съвременна християнска музика, която сама по себе си поддържа множество християнски стилове музика, включително хип-хоп, рок, съвременно богослужение и градски съвременен госпъл.
Подобно на други форми в музиката, създаването, изпълнението, значението и дори дефиницията на християнската музика варира в зависимост от културата и социалния контекст. Християнската музика се композира и изпълнява с цел, естетическа, религиозна и церемониална възхвала на Исус Христос.

## Богослужебна музика
Сред най-разпространените употреби на християнската музика е църковното богослужение. Повечето християнска музика включва пеене, независимо дали от цялото събрание (асамблея), или от специализирана подгрупа - като солист, дует, трио, квартет, мадригал, хор или група за поклонение - или и двете. Често се придружава от инструменти, но някои деноминации, като някои Протестанската църква Exclusive Brethren, Петдесятна църква Churches of Christ, 
Primitive Baptists  и Свободната църква на Шотландия предпочитат пеене без придружител или акапелно пеене. Други деноминации като баптистите, методистите и презвитерианците пеят заедно с някаква форма на акомпанимент. Някои групи, като Bruderhof, пеят песни както с религиозни, така и с нерелигиозни значения и думи. За тях актът на пеене е важен. Една от най-ранните форми на богослужебна музика в църквата е григорианското песнопение. Папа Григорий I, въпреки че не е изобретателят на песнопението е признат за първия човек, който е поръчал такава музика в църквата, намеквайки за името „грегорианско“ песнопение. Певната реформа се провежда около 590–604 г. сл. н. е. (царуване на папа Григорий I) (Kamien, стр. 65–67). Григорианското песнопение е било известно с много монофоничния си звук. Вярвайки, че сложността има тенденция да създава какофония, която съсипва музиката, Григорий I поддържа нещата много прости с пеенето.
На Запад по-голямата част от християнските деноминации използват инструменти като орган, пиано, електронна клавиатура, китара или друг акомпанимент, а понякога и от група или оркестър, за да акомпанират пеенето. Но някои църкви исторически не са използвали инструменти, като се позовават на липсата им в Новия завет. През последния век или повече няколко от тези групи преразгледаха тази позиция.
Пеенето на източноправославните също обикновено е без съпровод, въпреки че в Съединените щати понякога се използват органи в резултат на западното влияние.

### Инструментална музика
Част от музиката за поклонение може да не е изпята, просто инструментална. По време на бароковия период в Европа хоралната прелюдия (за орган) е била широко използвана, обикновено композирана с използване на популярна тематична мелодия от химн, и широк корпус от друга музика за соло орган започва да се развива в цяла Европа. Някои от най-известните представители на такива композиции за органи включват Йохан Себастиан Бах, Дитрих Букстехуде, Георг Фридрих Хендел, Франсоа Купрен, Сезар Франк и Шарл-Мари Видор, за да назовем само няколко. До днес различни композитори са писали инструментална (често органна) музика като актове на поклонение, включително добре познат репертоар за органи от композитори като Оливие Месиен, Луи Виерн, Морис Дюрюфле и Жан Лангле.
Църковната соната (за оркестър и камерна група) и други свещени инструментални музикални форми също се развиват от бароковия период нататък.

## Видове християнска музика

### Песнопение
Напевът е повтарящо се говорене или пеене на думи или звуци, често предимно на една или две основни височини, наречени рецитиращи тонове. Песнопенията могат да варират от проста мелодия, включваща ограничен набор от ноти, до много сложни музикални структури, често включващи голямо количество повторения на музикални подфрази, като Големи репонсории и Офертории на григорианско песнопение. Напевът може да се счита за реч, музика или засилена или стилизирана форма на реч. През по-късното Средновековие някои религиозни песнопения се развиват в песни (формирайки един от корените на по-късната западна музика).
Използва се предимно в англикански, католически и православни църкви. Някои примери за песнопения са:
- Амброзиево песнопение
- Англиканско песнопение
- Арменски напев
- Келтски напев
- Етиопски напев
- Галисийски напев
- Григорианско песнопение
- Киевски напев
- Мозарабски напев
- Старо римско песнопение
- Сирийско песнопение

### Метрически псалтири
Метричният псалтир е вид превод на Библията: книга, съдържаща метричен превод на цялата или част от Книгата на Псалмите в народна поезия, предназначена да се пее като химни в църква. Някои метрични псалтири включват мелодии или дори хармонизации. Съставянето на метрични псалтири е голямо начинание на протестантската реформация, особено в нейното калвинистко проявление.
Използва се предимно в реформирани църкви и анабаптисти. Някои примери за псалтири са:
- Женевски псалтир
- Немски псалтир "des Königlichen Propheten David"
- Холандски псалтир

### Химни
Един реформаторски подход, нормативният принцип на богослужението, доведе до изблик на писане на химни и сборно пеене. Мартин Лутер е забележителен не само като реформатор, но и като автор на химни, включително „Ein feste Burg ist unser Gott“ („Могъща крепост е нашият Бог“), „Gelobet seist du, Jesu Christ“ („Хвала да бъдеш, Исус Христос") и много други. Лутер и неговите последователи често използвали своите химни или хорали, за да преподават принципи на вярата на богомолците. Първият протестантски химн е публикуван в Бохемия през 1532 г. от Unitas Fratrum. Използва се предимно от протестантски църкви, предимно лутерански, методистки и хуситски традиции, но в някои области също от римокатолици и анабаптисти. Някои примери за известни химни са:
- Ausbund, най-старият анабаптистки химн
- Баптистки химни
- Evangelisches Kirchengesangbuch, първият химн в немскоезичните църкви
- Сборници с химни на Шотландската църква
- Книга с химни Jistebnice, чешки химн от около 1430г.

### Съвременна християнска музика
От втората половина на 20-ти век до наши дни в западния християнски свят - особено в Съединените щати и в други страни с евангелски църкви - различни музикални жанрове, първоначално често свързани с поп рока, са създадени под марката Contemporary Christian Music ("CCM") за домашно слушане и концертна употреба. Тя може да бъде разделена на няколко жанра и поджанра, въпреки че разделителните линии и връзките между музикалните жанрове често са фини, понякога отворени за индивидуална интерпретация и понякога противоречиви. Тези жанрове (понякога наричани "стил"), подобно на други форми на музика, могат да бъдат разграничени по техниките, стиловете, контекста и темите или географския произход. Специфичните поджанрове на CCM могат да включват (но не се ограничават до): християнска кънтри музика, християнски поп, християнски рок, християнски метъл, християнски хардкор, християнски пънк, християнски алтернативен рок, християнски R&B, християнска електронна денс музика и християнски хип-хоп.
Наричано християнски поп или госпъл в обобщена форма, това е сравнително ново музикално движение и сега се е развило в голям брой музикални жанрове по региони, които идват в християнски контекст. Това движение се появява като форма на евангелизация за младите, но жанрът е най-известен и се вижда в евангелските или протестантските прозелитни движения, често използвайки ритми, подобни на тези в светската музика.
Когато една песен бъде идентифицирана като „християнска“, тя взема предвид текста и авторите на песните и изпълнителите, а не музикалния стил. Следователно може да се каже, че CCM е разнообразен музикален стил и има християнски песни, които се пеят в ритъма на салса, реге, рок, фолк, хип-хоп или рап, балади, поп, кънтри, автори на песни и дори екстремна музика като пънк или хевиметъл.
През 1980-те и 1990-те години съвременната християнска музика играе значителна роля в евангелското християнско богослужение.Голямо разнообразие от музикални стилове е развило традиционната възхвала към Исус.

#### Други езици
Подобно развитие се случва и на други езици, например немската Neues Geistliches Lied и корейската съвременна християнска музика.

#### Индустрия
Християнската музика се поддържа от сегмент от общата музикална индустрия, който се развива като паралелна структура на същата. Започвайки през 70-те години на миналия век и развивайки се от движението Исус, християнската музикална индустрия впоследствие се превърна в предприятие за почти милиарди долари. До 90-те години жанрът засенчва класическата, джаз и ню-ейдж музиката и артистите започват да печелят приемане на общия пазар. Има няколко програми за обучение, които са създадени за създаване на нови християнски артисти като Hillsong College в Норуест, Австралия, и Visible Christian College в Мемфис, Тенеси, САЩ. Hillsong United е групата извън колежа Hillsong и те превземат музикалната сцена на богослужението от буря през 2016 г. с песента „What a Beautiful Name“, която печели наградата за християнска песен на годината за САЩ на GMA Dove през 2017 г. Други известни изпълнители включват Крис Томлин, Кастинг Краунс, Ейми Грант и Скилет.

#### Медия
Днес християнската музика е достъпна чрез повечето налични медии. Християнската музика се излъчва по радиото, телевизията или интернет. Християнските албуми и видеозаписи (CD, LP, цифрово изтегляне, DVD и т.н.) стават все по-популярни и продължават да увеличават продажбите си.
Christian Musicals е друга развиваща се област, особено с помощта на интернет. Църковните драматични групи често обичат да изпълняват музикални драми, които могат да бъдат изтеглени онлайн за безплатно ползване.
Има християнски телевизионни предавания и филми. Един пример за християнско телевизионно шоу е драматичният сериал, наречен The Chosen, и детски предавания като VeggieTales. Има цяла поредица от християнски филми от продуцентската компания Kendrick Brothers, които са създали филми като Fireproof, Overcomer и Courageous.

#### Музикални фестивали и конференции
В САЩ са организирани няколко християнски музикални фестивала. Те са често срещани през лятото и привличат много различни хора, особено тези от организирани групи като църковни младежки групи и групи в кампуса. В допълнение към музикалните фестивали като тези, които са част от Християнската фестивална асоциация, има и много християнски конференции, които се фокусират повече върху лектори, но обикновено имат и музикални изпълнения, особено за богослужение.
Християнският музикален фестивал Ichthus стартира през 1970 г. в Уилмор, Кентъки. Днес фестивалите се провеждат ежегодно по целия свят и могат да привлекат повече от 100 000 души.
Парашутният музикален фестивал в Нова Зеландия, най-големият християнски музикален фестивал в Южното полукълбо, започва през 1989г. и се провежда ежегодно в Mystery Creek Events Center извън град Хамилтън.
Фестивалът Big Church Day Out в Англия започна през 2009 г. и има годишна посещаемост от около 20 000 души.

#### Концерти
Като всяка музикална група или акт, много християнски музикални изпълнители изнасят концерти в концертни зали, барове и клубове или на открити места, както и в места, свързани с църквата. Понякога може да е чисто за възхвала на Исус Христос, друг път с намерение за свидетелство (евангелизиране чрез свидетелстване на вярата), а друг път може да бъде част от богослужението.